# Cratère volcanique
Pour les articles homonymes, voir Cratère.

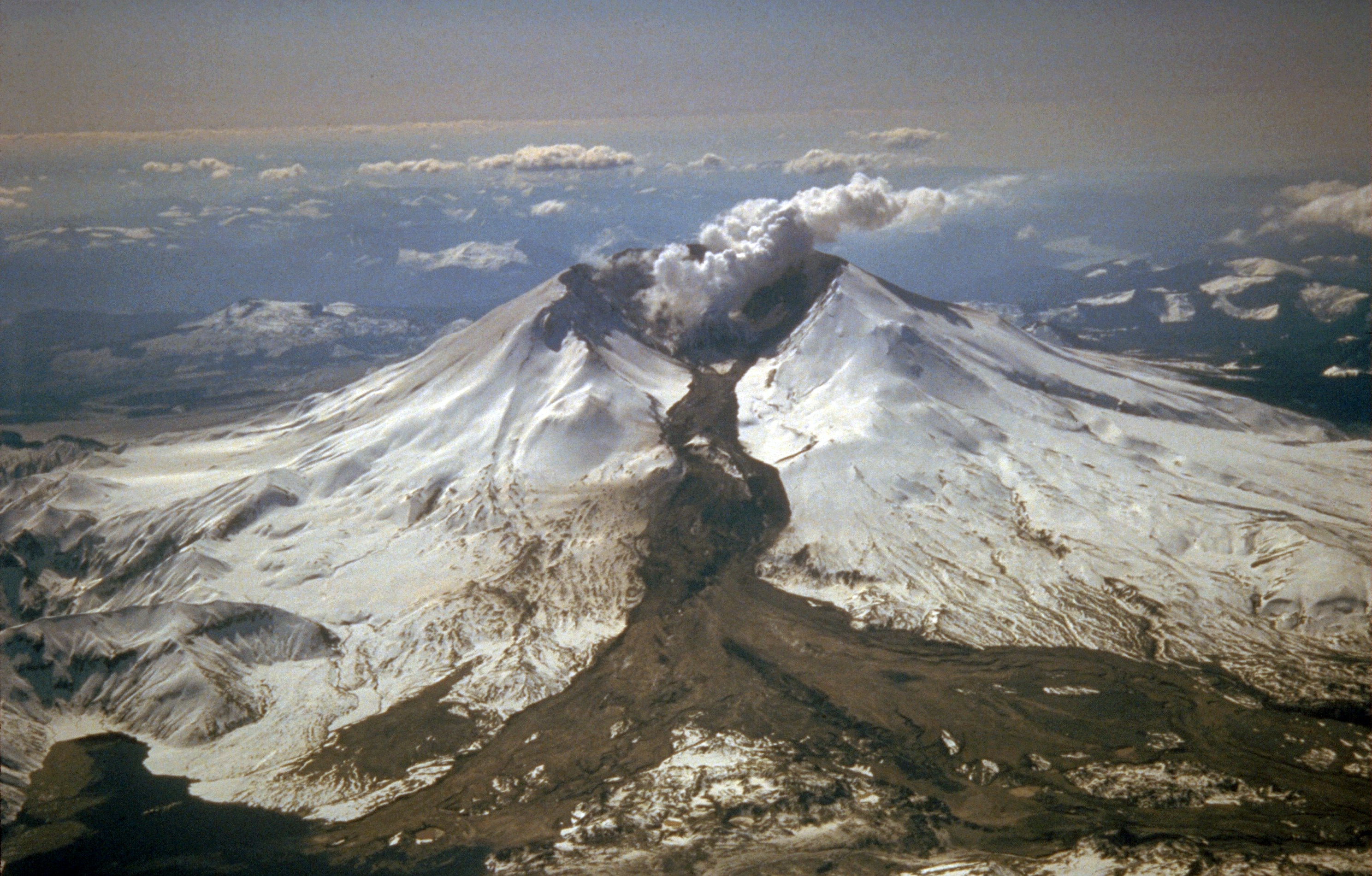
Cratère en fer à cheval du Mont-Saint-Helens créé à la suite de l'éruption de 1980, États-Unis

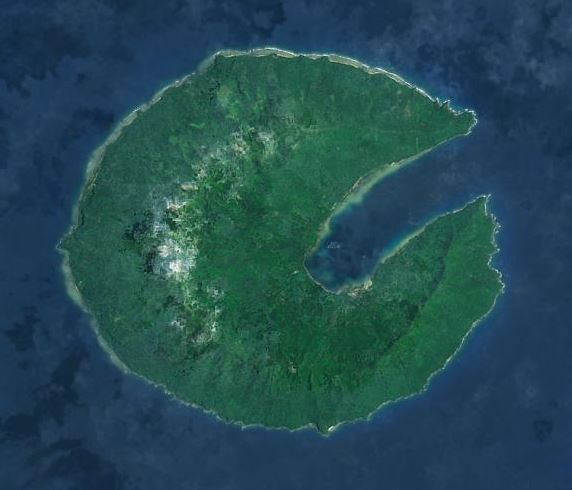
Le cratère dissymétrique de l'île de Ureparapara est égueulé par l'érosion marine, la mer y pénétrant par le Nord-Est.

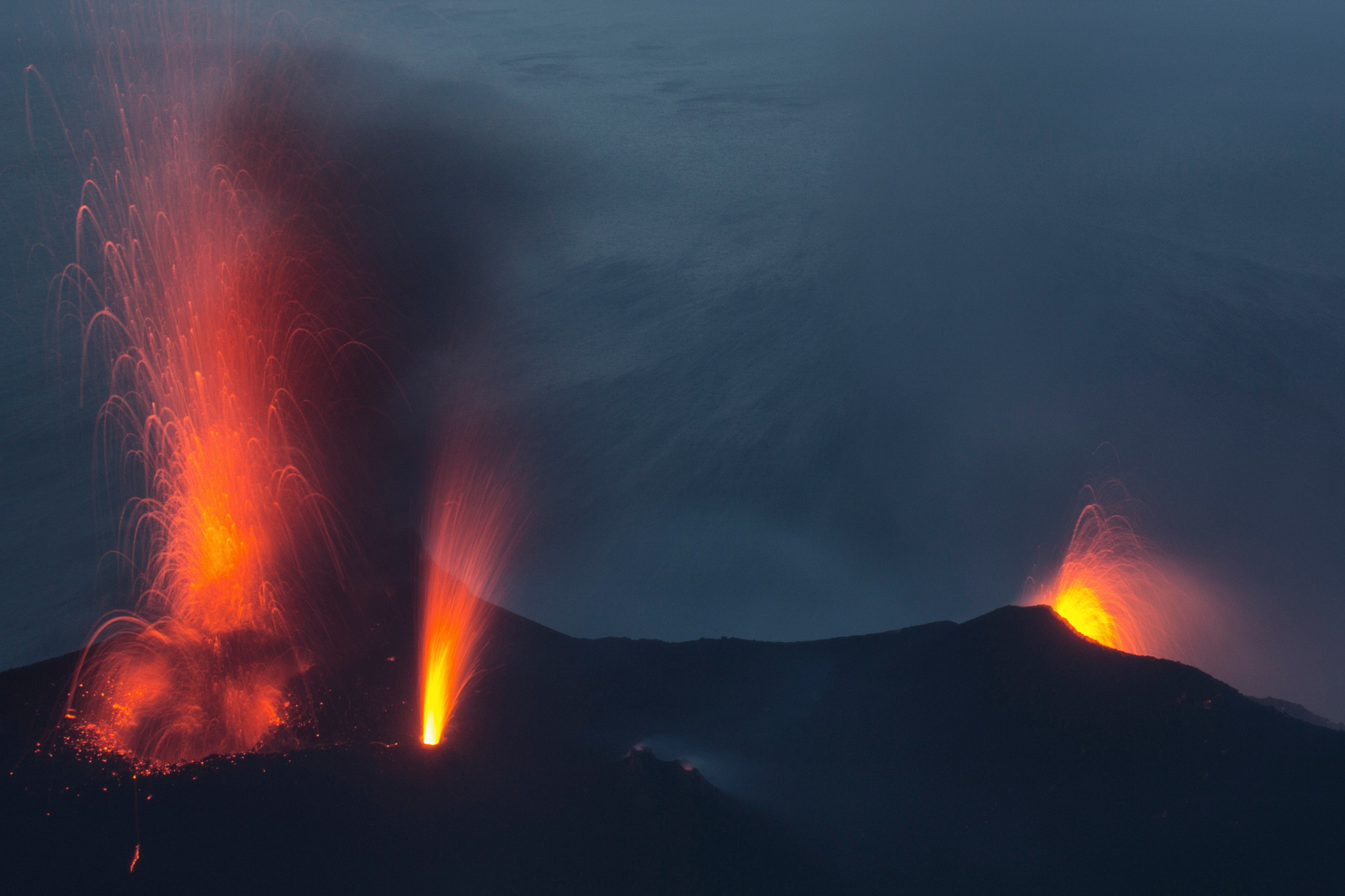
L'activité du Stromboli a construit une terrasse cratérique en contrebas du sommet. Les plus grandes explosions sont produites par trois groupes de bouches au niveau de cette terrasse éruptive.

Un cratère volcanique est l'évent (appelé bouche) d'un volcan par lequel sort du magma sous forme liquide (lave), solide (éjectas), accompagnée de gaz. Il peut avoir une position (sommitale ou latérale), une taille (quelques dizaines à plusieurs centaines de mètres de diamètre) et une forme (le plus souvent circulaire ou elliptique, mais parfois très allongée quand il résulte d'une fissure profonde atteignant la surface) variées et en changer (élévation et élargissement) en cours d'éruption et d'émissions successives. Le cratère principal qui est généralement situé au centre et au sommet de l'édifice volcanique, possède un certain caractère de permanence, alors que les bouches secondaires qui parfois s'ouvrent sur les flancs ont une activité temporaire.
Pour les évents de grande taille, la vidange d'un important volume de magma laisse un déficit souterrain, compensé plus ou moins rapidement par l'effondrement du volcan à la faveur de failles concentriques. Pour ces cratères d'affaissement d'un diamètre supérieur à deux kilomètres, les géologues parlent de caldeira (terme portugais signifiant « chaudron »).

## Caractéristiques
Les cratères volcaniques se forment au cours d'une éruption volcanique selon différentes manières :
- l'accumulation des matériaux volcaniques (laves et tephras) autour de la cheminée volcanique peut former un monticule circulaire. Lorsque l'éruption cesse, le lieu de sortie des matériaux forme une dépression lorsqu'elle ne se remplit pas de matériaux volcaniques ou d'érosion ;
- les différentes explosions se produisant lors de l'éjection des matériaux volcaniques peuvent arracher des parties plus ou moins importantes de parois du volcan autour de la cheminée volcanique, créant ou agrandissant un cratère ;
- une vidange importante de la chambre magmatique peut provoquer un affaissement du volcan donnant en général naissance à des caldeiras plutôt qu'à des cratères.

La grande majorité des volcans possèdent un ou plusieurs cratères. Seuls les volcans formés de dômes de lave n'en possèdent pas lorsque ceux-ci remplissent totalement d'éventuels cratères créés lors d'éruptions précédentes. Plusieurs cratères peuvent s'emboîter (comme à l'Erta Ale) ou se chevaucher (comme à l'Olympus Mons sur Mars).
Les cratères peuvent se remplir d'eau et former des lacs. Ces lacs sont alors en général très profonds. Ils peuvent stocker des gaz volcaniques émis par le volcan dans les couches profondes d'eau comme c'est le cas au lac Nyos au Cameroun. Lorsque des cratères s'ouvrent sur la mer, ils forment des baies pouvant servir de ports naturels.
Des cratères volcaniques existent également sur Mars, Vénus, Io et la Lune.

## Galerie

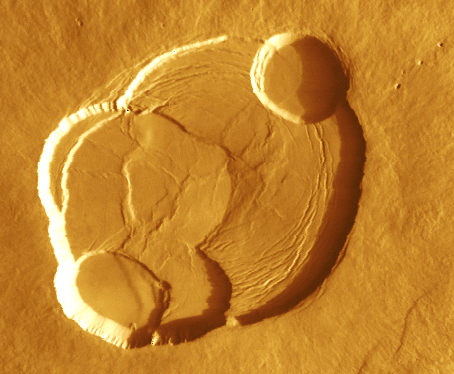
Cratères emboîtés du Olympus Mons sur Mars.
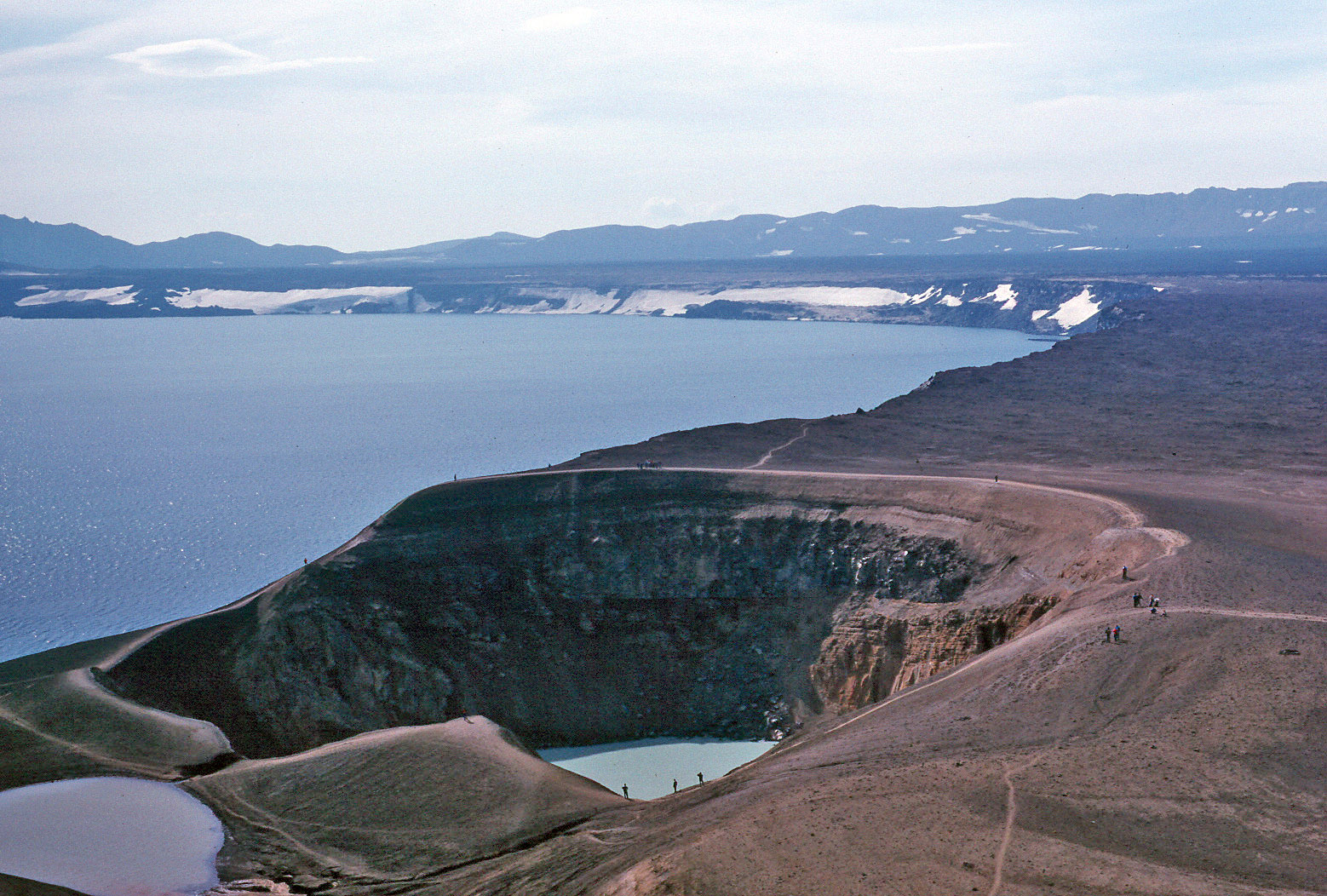
Le cratère Víti au bord de la caldeira de l'Askja, Islande.

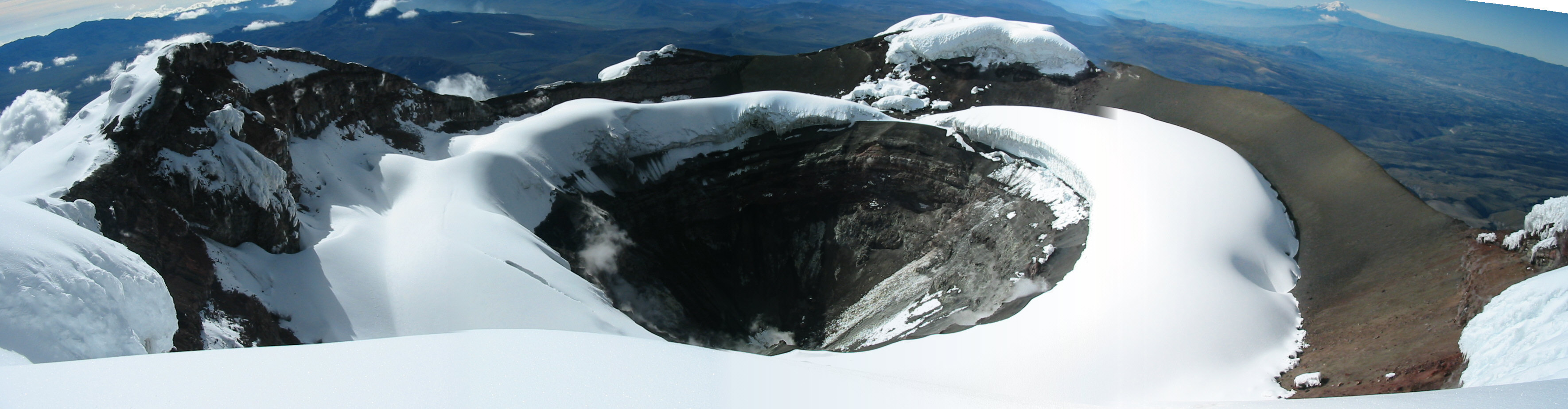
Vue panoramique du cratère sommital du Cotopaxi, Équateur. On peut observer l'image classique du cratère, celle d'une dépression grossièrement circulaire.